# Echo Park (album)
Echo Park è il terzo e ultimo album dei Feeder nella formazione originale, nonché quello della definitiva consacrazione in Inghilterra, ma anche della meritata ribalta europea grazie anche alla rotazione su MTV dei primi 2 singoli (Buck Rogers e Seven Days in The Sun). Prodotto da Gil Norton (Pixies, Foo Fighters) l'album raggiunge il 5º posto nella chart inglese.

## Tracce
1. Standing On The Edge
2. Buck Rogers
3. Piece By Piece
4. Seven Days In The Sun
5. We Can't Rewind
6. Turn
7. Choke
8. Oxygen
9. Tell All Your Friends
10. Under The Weather
11. Satellite News (presente solo nella versione inglese)
12. Bug

## Singoli
- Buck Rogers (gennaio 2001)
- Seven Days In The Sun (aprile 2001)
- Turn (luglio 2001)